# Амат-Маму
Амат-Маму (бл. 1750 до н. е.) — сіппарська давньовавилонська жриця, відома завдяки написаним нею клинописним таблицями.
Вона була жрицею-надіту, жила в гагум — обнесеній стінами території, в якій жили виключно жінки, і була однією з восьми храмових переписувачок, які жили на цій території.
Амат-Маму працювала при царях Хаммурапі, Самсу-ілуна й Абі-ешу.